# Beistein
Beistein je zaniklý hrad západně od Dobré Vody u Číměře v okrese Jindřichův Hradec v Jihočeském kraji. Nachází se na vrcholovém hřebenu vrchu Kamenec.

## Historie
O historii hradu se nedochovaly žádné písemné záznamy. V roce 1892 na hrad upozornil archeolog Jindřich Richlý, jemuž se zde podařilo nalézt středověkou keramiku, železné hřeby a zbytky omítek. Další archeologický výzkum provedl roku 1996 Jiří Fröhlich, který na vrcholu skály nalezl drobné kousky mazanice a ve škvírách pod kameny zlomky keramiky z patnáctého století.
Beistein je název skály, která je součástí skalní skupiny zvané v minulosti Gross-Klein Steinfelsen. Samotný vrchol kopce byl v turistickém průvodci z roku 1959 pojmenován Pod boučkami a na pozdějších mapách jako Kamenec. Ke skalám se váží lidové pověsti, že jde o kosti obrů nebo kameny rozpukané v místech, kde na nich seděli čerti.
Lokalita patří do kontextu horských hrádků určených k ostraze cest a hraničních oblastí. Místo umožňovalo dobrý výhled do údolí Koštěnického potoka, jehož protějším svahem vedla cesta z Raabsu do Jindřichova Hradce zvaná Rakouská stezka. Jedním z důvodů pro vybudování strážního bodu mohla být přítomnost lapků, kteří na začátku patnáctého století působili v okolní krajině ve službách pánů Bítovských z Lichtenburka.

## Popis
Jádrem hrádku se stal mrazovým zvětráváním izolovaný žulový blok, jehož severní strana převyšuje kolmou stěnou okolí o 13,5 metru. Přístup na vrchol umožňuje nižší skalní stupeň. Jindřich Richlý popsal ve skále vytesané stupně, ale koncem dvacátého století už nebyly patrné. Vzhledem k výskytu mazanice na vrcholu skály stávala dřevěná budova, snad věžového charakteru.